# Зетен
Зетен (њем. Seethen) општина је у њемачкој савезној држави Саксонија-Анхалт. Једно је од 40 општинских средишта округа Алтмарк Салцведел. Према процјени из 2010. у општини је живјело 160 становника. Посједује регионалну шифру (AGS) 15081485.

## Географски и демографски подаци
Зетен се налази у савезној држави Саксонија-Анхалт у округу Алтмарк Салцведел. Општина се налази на надморској висини од 54 метра. Површина општине износи 10,0 km². У самом мјесту је, према процјени из 2010. године, живјело 160 становника. Просјечна густина становништва износи 16 становника/km².